# Dworzec Wodociągowy w Krakowie
Dworzec Wodociągowy – zabytkowy budynek znajdujący się w Krakowie, na Półwsiu Zwierzynieckim przy ul. Senatorskiej 1 (adres także ul. Łowiecka 2).
W roku 1866 prezydent Krakowa Józef Dietl wystąpił z inicjatywą budowy wodociągu dla miasta.
Budowę urządzeń wodociągowych i wodociągu zasilanego wodą podziemną z rejonu Bielan i Przegorzał rozpoczęto w 1899 według projektu inż. Romana Kajetana Ingardena na Bielanach. W dniu 14 lutego 1901 uroczyście uruchomiono Wodociąg Miejski im. Franciszka Józefa I. Jego pierwszym dyrektorem został T. Jaszczurowski.
W 1913 ukończono budowę, przy ul. Senatorskiej, siedziby dyrekcji wodociągów krakowskich zwanej Dworcem Wodociągowym. Budynek wzniesiono według projektu Jana Rzymkowskiego.
Obecnie znajdują się w nim siedziby dyrekcji i biura Wodociągów Miasta Krakowa (dawniej MPWiK).
19 września 1996 budynek został wpisany do rejestru zabytków. Znajduje się także w gminnej ewidencji zabytków.